# Котрокс
Котрокс — посёлок Ковылкинского района Республики Мордовия в составе Мамолаевского сельского поселения.

## География
Находится на расстоянии примерно 27 километров по прямой на север-северо-восток от районного центра города Ковылкино.

## Население
Постоянное население составляло 19 человек (мордва-мокша 95 %) в 2002 году, 13 в 2010 году.